# Sh2-223
Sh2-223 è una nebulosa a emissione visibile nella costellazione dell'Auriga.
Si individua a circa un grado in direzione est rispetto a η Aurigae; ha l'aspetto di un tenue arco nebuloso orientato in senso nordest-sudovest, il cui addensamento maggiore si trova al centro dell'arco stesso. La declinazione della nube è moderatamente settentrionale, pertanto può essere osservata con facilità soprattutto dalle regioni dell'emisfero boreale, dove si presenta circumpolare fino alle latitudini temperate medie; dall'emisfero australe la visibilità risulta in parte penalizzata.
L'oggetto è stato ritenuto essere un resto di supernova estremamente evoluto (e quindi molto disperso), posto a una distanza di ben 8000 parsec (26100 anni luce), ossia sul bordo più esterno della Via Lattea, in direzione del Braccio esterno; ricevette la sigla OA 184, come resto di supernova, e le sue emissioni nelle onde radio furono studiate approfonditamente. Uno studio del 2006 tuttavia mette fortemente in dubbio l'appartenenza di questa nube alla classe dei resti di supernova, optando per una classificazione come regione H II; questa soluzione fu scelta a causa dell'individuazione di una stella ionizzatrice dei suoi gas, una stella blu di classe spettrale O7.5V catalogata come BD+41 1144, distante però appena 2200 parsec (7170 anni luce), con un margine di errore di circa 400 parsec. La distanza è compatibile con la regione galattica del Braccio di Perseo.